# Pavimento Miró
El pavimento Miró o mosaico Miró es un mosaico situado en la plaza de la Boquería, en el distrito de Ciutat Vella de Barcelona. Fue creado en 1976 por Joan Miró. En la actualidad, es un símbolo de recuerdo y homenaje a las víctimas de los atentados de Barcelona de 2017.

## Historia

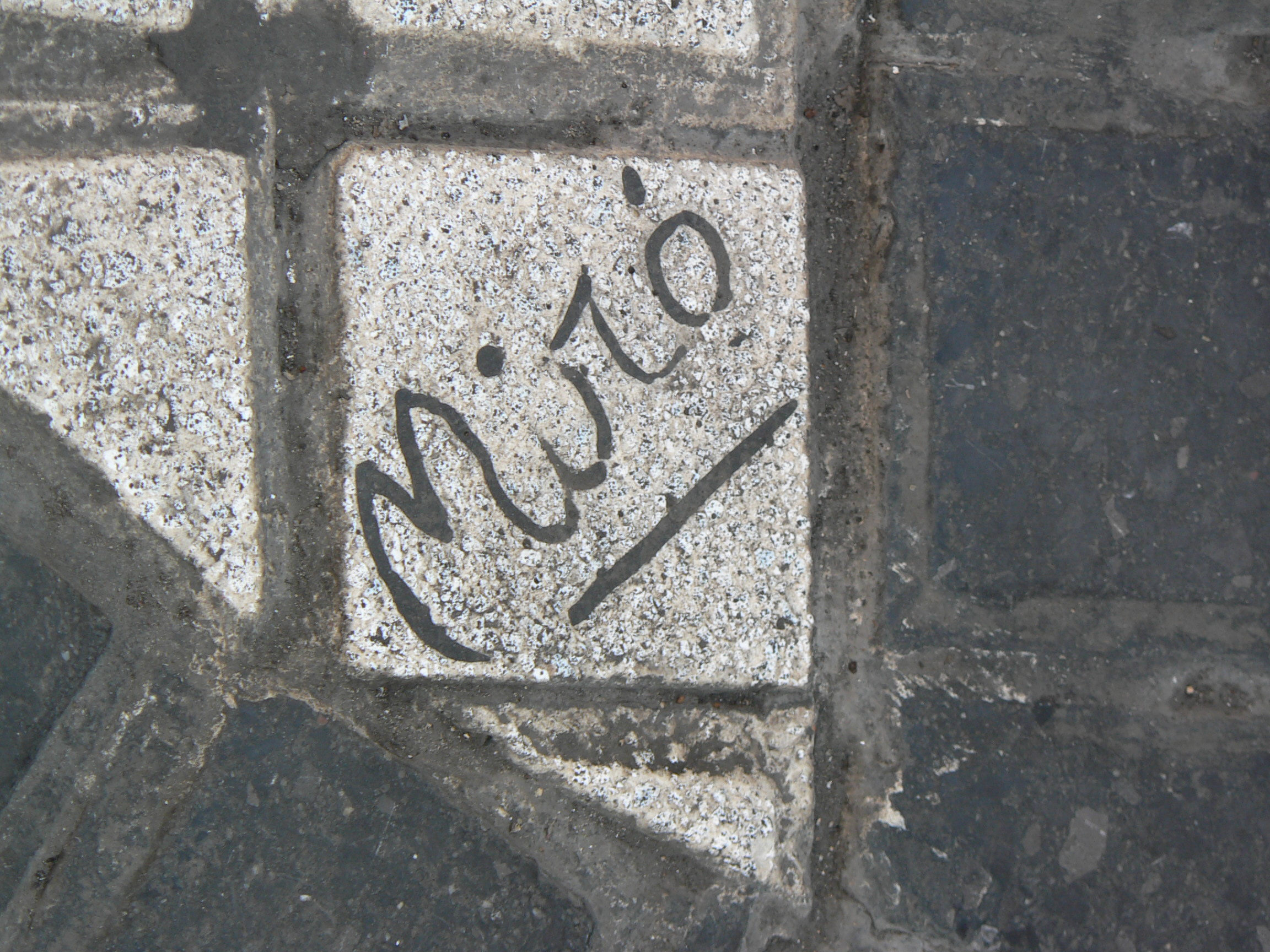
Firma de Miró en el pavimento

Joan Miró (1893-1983) fue pintor, escultor, ilustrador y diseñador, uno de los principales representantes del surrealismo abstracto a nivel internacional. Su obra es esencialmente abstracta, aunque a menudo incluía en sus obras elementos figurativos, a los que confería un valor simbólico. En su estilo se denota también un cierto primitivismo, por influencia del arte africano. Desde los años 1940 realizó numerosas obras de cerámica, especialmente murales de grandes dimensiones, como los realizados en Cincinnati, en la Universidad de Harvard y en el edificio de la UNESCO en París. En 1975 se abrió un museo dedicado a su obra en Barcelona, la Fundación Joan Miró.
Miró recibió en 1968 el encargo de un mural para el Aeropuerto de Barcelona, al que quiso añadir otras dos obras para recibir a los visitantes a la Ciudad Condal por tierra, mar y aire. Así, si el mural del aeropuerto correspondía al aire, para la tierra realizó la escultura Mujer y pájaro (1983, parque de Joan Miró), y para el mar este pavimento, situado en la plaza de la Boquería, en la Rambla, cerca del mar. El mosaico fue ejecutado por el ceramista Joan Gardy Artigas, con la colaboración de los talleres Escofet. Fue inaugurado el 30 de diciembre de 1976 por el alcalde José María Socías.
Miró no vio la obra hasta pasado un mes de su realización. El 14 de enero de 1977 se quedó un rato viendo la reacción de la gente. Un albañil que pasaba por allí le comentó que encontraba mal puestas las baldosas, a lo que Miró contestó: «¡No sabe cuánto me costó convencer a los operarios para que pusieran de modo irregular las piezas...!».
Este lugar fue el punto final de la trayectoria de una furgoneta utilizada como ariete en el atentado yihadista del 17 de agosto de 2017, que dejó un saldo de 13 muertos y un centenar de heridos. El mosaico de Miró fue recubierto de flores por algunos barceloneses, en recuerdo de las víctimas.

## Descripción

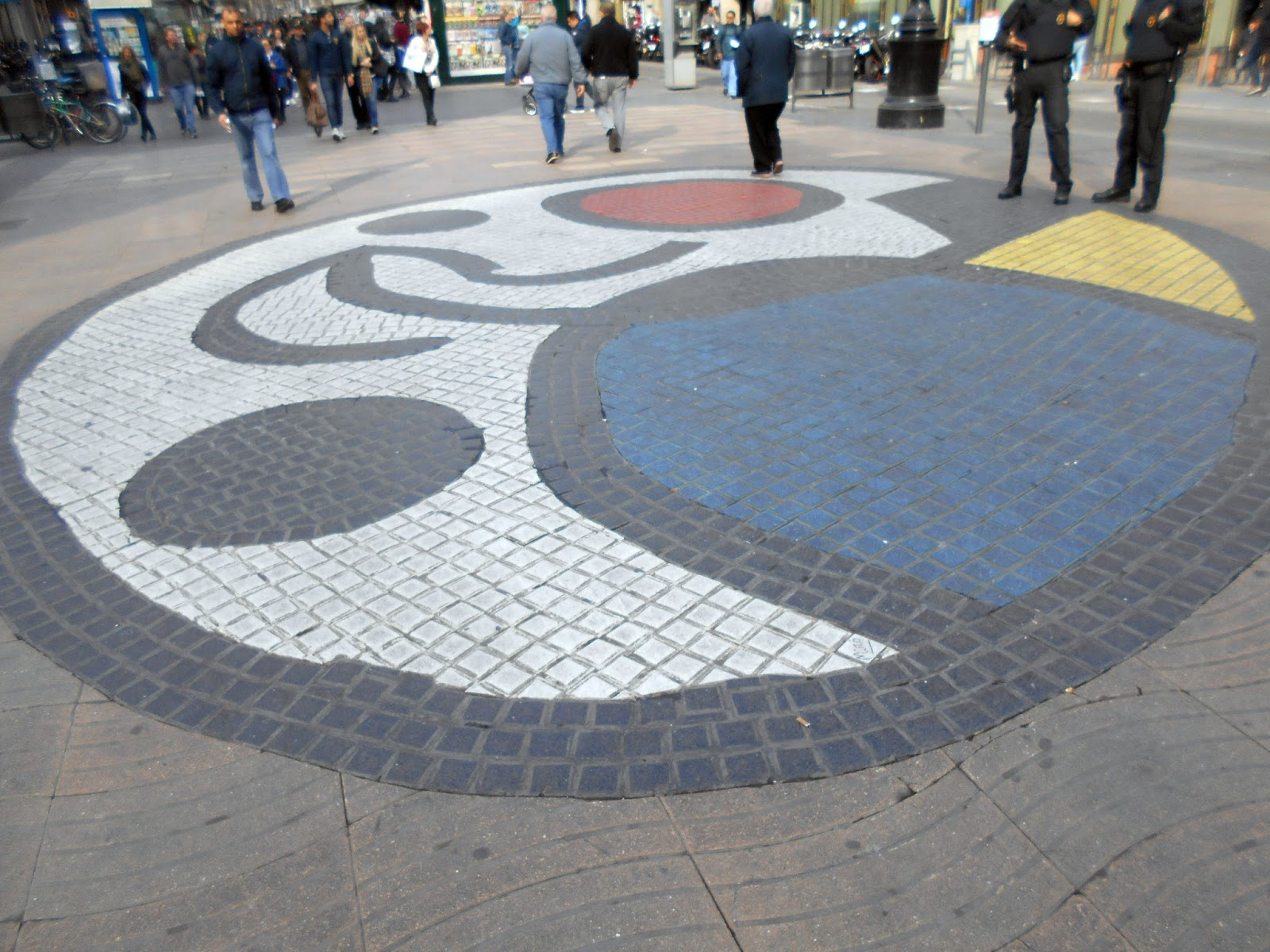
Pavimento Miró

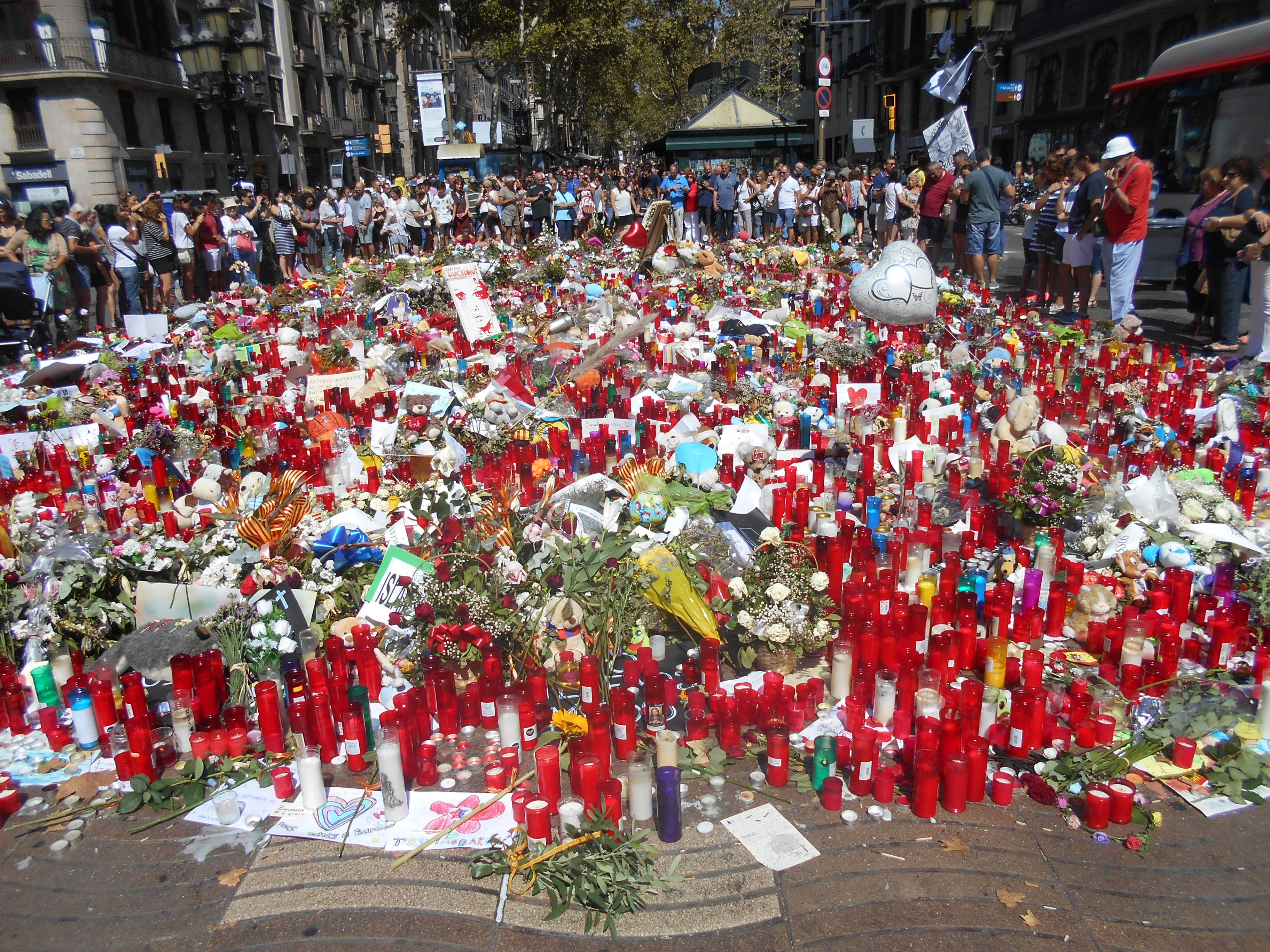
Ofrendas en memoria de las víctimas del atentado de 2017

El mosaico se encuentra en la plaza de la Boquería, un espacio también conocido antiguamente como Pla de l'Ós, situado en la parte central de la Rambla, en la confluencia con las calles Hospital, Boquería, San Pablo y Cardenal Casañas, cerca del Gran Teatro del Liceo y del mercado de la Boquería. El nombre proviene del catalán boqueria o bocateria, porque en época medieval se vendía aquí carne de cabrón (boc). En esta zona hay un leve ensanchamiento de la Rambla, correspondiente al espacio situado frente a una de las antiguas puertas de la muralla medieval de la ciudad, la puerta de la Boquería.
Se trata de un pavimento de losetas de terrazo elaboradas con una mezcla de cemento blanco teñido con vidrios de color triturados. Con unos 8 m de diámetro, tiene forma de círculo irregular y está elaborado en colores blanco, negro, azul, rojo y amarillo. Representa un hito toponímico, de ahí la forma de círculo cerrado, dentro del cual se percibe una flecha y varios círculos.
Por expresa voluntad del artista el pavimento no tiene ningún tipo de protección, sino que es pisado a diario por los transeúntes, como un pavimento cualquiera. Pese a ello no ha tenido ningún desperfecto grave, debido a la excelente calidad del material y de la realización por parte de Gardy Artigas y la empresa Escofet, aunque periódicamente se han ido restaurando algunas de las baldosas, especialmente las de color azul, más propensas al desgaste. Ha tenido dos restauraciones, en 1992 y 2007.